# Stan Kroenke
Enos Stanley Kroenke (/ˈkroʊŋki/; sinh ngày 29 tháng 7 năm 1947) là một doanh nhân tỷ phú người Mỹ. Ông là chủ sở hữu của Kroenke Sports & Entertainment, là công ty mẹ của các câu lạc bộ như Arsenal FC và Arsenal WFC, Los Angeles Rams của NFL, Denver Nuggets của NBA, Colorado Avalanche của NHL, Colorado Rapids của Major League Soccer, Colorado Mammoth của National Lacrosse League, Los Angeles Gladiators của Overwatch League, và Los Angeles Guerrillas mới được thành lập của Call of Duty League.
Các nhượng quyền của Nuggets và Avalanche được tổ chức dưới tên của vợ ông, Ann Walton Kroenke, để đáp ứng các hạn chế về quyền sở hữu của NFL cấm chủ sở hữu đội có các đội ở các thị trường khác. 
Ann là con gái của người đồng sáng lập Walmart James "Bud" Walton.
Tài sản của ông ước tính đạt 10 tỷ Đô-la Mỹ vào năm 2020, theo Forbes.